# Equazione funzionale di Cauchy
L'equazione funzionale di Cauchy è l'equazione funzionale:
{\displaystyle f(x+y)=f(x)+f(y).}
Una funzione che soddisfa la suddetta equazione è definita additiva.
Nei numeri razionali, si può dimostrare con semplici passaggi di algebra elementare che {\displaystyle f(x)=cx} dove {\displaystyle c\in \mathbb {Q} }.
Affinché questa sia l'unica soluzione nei numeri reali, è necessario aggiungere altre condizioni. Per esempio, una qualunque delle seguenti condizioni è sufficiente:
- {\displaystyle f(x)} è continua (dimostrato da Cauchy nel 1821). Questa condizione fu migliorata nel 1875 da Darboux, che dimostrò che è sufficiente che la funzione sia continua in un solo punto.
- {\displaystyle f(x)} è monotona (almeno in un intervallo).
- {\displaystyle f(x)} è limitata superiormente o inferiormente in un intervallo.

D'altronde, se non viene imposta nessuna condizione aggiuntiva, esistono infinite altre funzioni che soddisfano l'equazione. Ciò fu dimostrato nel 1905 da Georg Hamel usando le basi di Hamel.  Il quinto problema di Hilbert è una generalizzazione di questa equazione.

## Dimostrazione della soluzione sui numeri razionali
- Si osserva che
{\displaystyle f(a_{1}+a_{2}+\cdots +a_{m})=f(a_{1})+f(a_{2}+a_{3}+\cdots +a_{m})\qquad \forall a_{i}\in \mathbb {Q} }
{\displaystyle =f(a_{1})+f(a_{2})+f(a_{3}+\cdots +a_{m})}
{\displaystyle \vdots }
{\displaystyle =f(a_{1})+f(a_{2})+f(a_{3})+\cdots +f(a_{m})}
- Si ponga {\displaystyle a=a_{1}=a_{2}=\ldots =a_{m}}. Si ottiene:
{\displaystyle f(ma)=mf(a)\qquad \forall m\in \mathbb {N} }
- Si nota anche che:
{\displaystyle f(a)=f\left(n{\frac {a}{n}}\right)}
{\displaystyle f(a)=nf\left({\frac {a}{n}}\right)\qquad \forall n\in \mathbb {N} } (come sopra)
{\displaystyle {\frac {f(a)}{n}}=f\left({\frac {a}{n}}\right)}
- Combinando i due risultati precedenti:
{\displaystyle f\left(a{\frac {m}{n}}\right)=mf\left({\frac {a}{n}}\right)}
{\displaystyle =m{\frac {f(a)}{n}}}
{\displaystyle =f(a){\frac {m}{n}}}
- Per {\displaystyle a=1} e ponendo {\displaystyle f(1)=c}, con {\displaystyle c\in \mathbb {Q} }, allora: 
{\displaystyle f\left({\frac {m}{n}}\right)=c{\frac {m}{n}}}
- Infine, poiché la dimostrazione precedente è valida solo per i razionali positivi, si nota che ponendo {\displaystyle y=-x} nell'equazione funzionale originaria, si ottiene:
{\displaystyle f(0)=f(x)+f(-x)}
- Ma ponendo {\displaystyle x=y=0} si ricava che {\displaystyle f(0)=2f(0)\to 0=f(0)}, e quindi {\displaystyle f(-x)=-f(x)}, ossia {\displaystyle f(x)} è dispari.
- Di conseguenza, per ogni {\displaystyle q\in \mathbb {Q} ,f(q)=cq}.

Si verifica facilmente, d'altronde, che tutte le funzioni di questa forma soddisfano effettivamente l'equazione iniziale. Vale infatti l'identità:
{\displaystyle c(x+y)=cx+cy.}

## Equazioni analoghe
Altre tre equazioni simili alla precedente vengono talvolta chiamate equazioni di Cauchy, poiché è possibile ricondurle ad essa con opportune manipolazioni. Anche per queste equazioni esistono delle soluzioni esprimibili in forma semplice, ma sono necessarie delle assunzioni aggiuntive (come quelle elencate prima) per risolverle completamente. Nei paragrafi che seguono assumeremo la continuità.

### Equazionef(x+y)=f(x)f(y){\displaystyle f(x+y)=f(x)f(y)}
Se esiste {\displaystyle a} tale che {\displaystyle f(a)=0}, allora, ponendo {\displaystyle y=a}, si ottiene {\displaystyle f(x+a)=f(x)f(a)=0}, e, dunque, {\displaystyle f(x)=0} per ogni {\displaystyle x}, che è una soluzione dell'equazione. In tutti gli altri casi, deve valere {\displaystyle f(x)\neq 0} per ogni {\displaystyle x}. Inoltre, ponendo {\displaystyle x=y={\frac {t}{2}}}, si ottiene che {\displaystyle f(t)={f\left({\frac {t}{2}}\right)}^{2}>0} per ogni {\displaystyle t}. Prendendo il logaritmo di entrambi i membri dell'equazione, si ottiene:
{\displaystyle \ln f(x+y)=\ln f(x)+\ln f(y).}
Cioè, posto {\displaystyle \ln f(x)=g(x)}:
{\displaystyle g(x+y)=g(x)+g(y),}
che, per l'ipotesi della continuità, è risolta da {\displaystyle g(x)=cx}, e quindi:
{\displaystyle f(x)=e^{cx}.}

### Equazionef(xy)=f(x)+f(y){\displaystyle f(xy)=f(x)+f(y)}
Posto {\displaystyle x=e^{u}}, {\displaystyle y=e^{v}}, {\displaystyle f(e^{x})=g(x)}, l'equazione diventa:
{\displaystyle f(e^{u+v})=f(e^{u})+f(e^{v}),}
ossia:
{\displaystyle g(u+v)=g(u)+g(v),}
quindi {\displaystyle g(x)=cx} e, infine, {\displaystyle f(x)=c\ln x}.

### Equazionef(xy)=f(x)f(y){\displaystyle f(xy)=f(x)f(y)}
Se ci si limita a {\displaystyle x,y>0}, allora, ponendo {\displaystyle x=e^{u}}, {\displaystyle y=e^{v}}, {\displaystyle f(e^{u})=g(u)} si ottiene: {\displaystyle f(e^{u+v})=f(e^{u})f(e^{v})}, ossia {\displaystyle g(u+v)=g(u)g(v)} che, per quanto visto precedentemente, ha l'unica soluzione continua {\displaystyle g(u)=e^{cu}} e quindi {\displaystyle f(x)=f(e^{u})=g(u)=(e^{u})^{c}=x^{c}}, oltre alla soluzione banale in cui {\displaystyle f(x)=0} per ogni {\displaystyle x}.
Se si vuole risolvere l'equazione per ogni {\displaystyle x\neq 0}, {\displaystyle y\neq 0}, allora con le due sostituzioni {\displaystyle x=y=t} e {\displaystyle x=y=-t} (con {\displaystyle t>0}) si ricava {\displaystyle f(t^{2})=f^{2}(t)} e {\displaystyle f(t^{2})=f^{2}(-t)}, da cui {\displaystyle f^{2}(t)=f^{2}(-t)} per ogni {\displaystyle t}. Allora, per ogni scelta di {\displaystyle t}, deve valere {\displaystyle f(-t)=f(t)=t^{c}} oppure {\displaystyle f(-t)=-f(t)=-t^{c}} (oltre, anche qui, al caso banale in cui {\displaystyle f(x)=0} per ogni {\displaystyle x}). Supponendo la continuità, le soluzioni sono:
{\displaystyle f(x)={|x|}^{c},}
{\displaystyle f(x)=\operatorname {sgn} x\cdot {|x|}^{c},}
{\displaystyle f(x)=0,}
dove {\displaystyle \operatorname {sgn} x} indica la funzione segno, uguale a {\displaystyle -1} per {\displaystyle x<0}, a {\displaystyle 1} per {\displaystyle x>0}.